# دولي
الدولية يعني في الغالب شيئا (شركة أو لغة، أو منظمة) تشمل أكثر من بلد واحد.
يعني مصطلح الدولي ككلمة مشاركة والتفاعل بين أو تشمل أكثر من دولة، أو عموما ما وراء الحدود الوطنية.
على سبيل المثال، والقانون الدولي، والتي يتم تطبيقها من قبل أكثر من بلد واحد وعادة ما تكون في كل مكان على الأرض، ولغة عالمية وهي اللغة التي يتحدث بها سكان أكثر من بلد واحد.
في الإنجليزية الأمريكية، «انترناشيونال» هي تسميل ويشيع استخدامها بوصفها كناية عن «أجنبي» أو حتى «غريب».

## وصلات خارجية
- Meaning of international on The Free Dictionary
- Meaning of international نسخة محفوظة 6 مارس 2010 على موقع واي باك مشين. on كامبريدج قاموس
- Meaning of international نسخة محفوظة 3 يناير 2015 على موقع واي باك مشين. on أكسفورد قاموس.